# 2020年-2021年ベラルーシ反政府デモ
2020年-2021年ベラルーシ反政府デモ（2020ねん-2021ねんベラルーシはんせいふデモ）は、ベラルーシで2020年から2021年まで続いた反政府デモの総称である。

## 背景
ベラルーシのアレクサンドル・ルカシェンコ大統領は、1996年に大統領権限の拡大や、2004年には大統領任期の制限を撤廃する憲法改正を行うなどして、「欧州最後の独裁者」と呼ばれていた。
2020年8月9日に行われたベラルーシの大統領選挙では、有力な反体制派や民主派の候補を排除するなど、選挙の公平性が疑問視されながら、最終的にルカシェンコは、対立候補の反政権派のスヴャトラーナ・ツィハノウスカヤを下して選挙に勝利した。この結果を受け、ツィハノウスカヤは隣国のリトアニアへと出国し、大規模なデモが発生した。
また、ルカシェンコの長期政権は隣国のロシアにとってもデメリットが多いため、ロシアも干渉を試していた。ただし、2020年7月下旬にベラルーシ国内にいたロシアの民間軍事会社、ワグナー・グループの傭兵33人がテロ容疑で逮捕された以降、両国は再び接近していた。

## 経過

### 2020年
大統領選挙が行われた翌8月10日、6選を決めたルカシェンコに対して抗議する市民と治安維持部隊が衝突し、1人が死亡、多数の市民が拘束された。反政府デモは全国的に広がり、10月26日には大規模なゼネストが行われた。
11月28日には、ルカシェンコは即時辞任を否定した上で、代替案として、改憲を提案し、新憲法が成立したあかつきには退任して権限を移譲することを表明した。
12月17日にはツィハノウスカヤに人権活動を讃えるサハロフ賞が授与され、国外に向けてベラルーシの民主化への支援を求めたが、2021年2月11日、ルカシェンコが指導する国民会議が開かれ、反体制派が求める民主化に応じない姿勢を見せた。

### 2021年
3月25日、スヴャトラーナ・ツィハノウスカヤが、自由の日にルカシェンコへの退陣を求める抗議活動を改めて行うことを呼びかけた。当日、ミンスクの街頭を少数の集団が行進したが、200人以上の市民が逮捕された。ベラルーシ当局はこれらの抗議活動を何とか抑え込み、大規模な不服従行動はいったん収束した。ただし個別には以下のような動きが起こっている。
5月23日、ベラルーシ領空を飛行していた旅客機をミンスクの空港に着陸させ、搭乗していた反体制派メディア「ネフタ」の共同創設者であるラマン・プラタセヴィチが拘束された。翌24日、ルカシェンコはデモに対する報道を禁止する法律に署名した。
8月1日、東京オリンピックでベラルーシ代表として出場していたクリスツィナ・ツィマノウスカヤが、ベラルーシのSNS「テレグラム」で自国のコーチ陣を批判したとして帰国命令が出たことから、オーストリアへの亡命を希望し、最終的に4日、人道ビザを発給したポーランドへと亡命した。
8月3日、隣国ウクライナでベラルーシからの脱出を支援してきたヴィタリー・シショフが首吊り状態で発見された。
11月8日、EUの経済制裁に対抗する形でベラルーシの隣国であるポーランドとの国境に中近東系の移民を送り込む問題が発生した。
12月14日、ベラルーシの裁判所は、シャルヘイ・ツィハノウスキーを含む反政府指導者6人に対し10年以上の禁固刑を言い渡した。

## 被害者への支援
未登録の候補者ヴァレリー・ツェプカラは、非営利団体「Belarus of the Future」を設立し、政治的抑圧を受けたベラルーシの市民を支援することを主な目的とした。この組織が存在する前に、人々は同じコンセプトの基金を自主的に設立し、ベラルーシで抑圧された被害者を支援し、抗議活動中に受けた罰金を支払っていた。

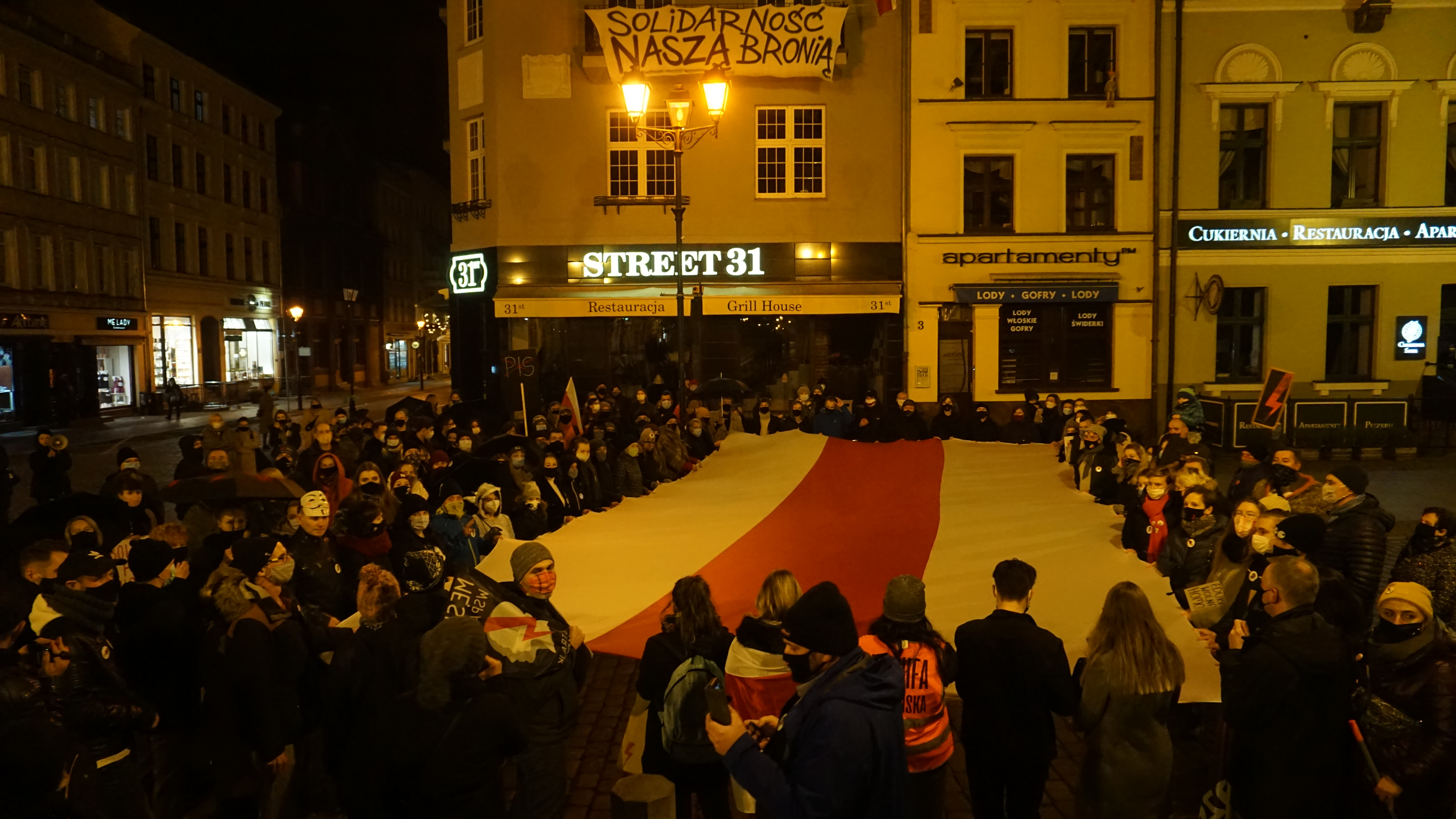
9 November 2020 protest in Toruń against Poland's new abortion laws: protesters supporting Belarus democratic rallies

ベラルーシにルーツを持つPandaDocのCEOであるミキティ・ミカドは、退職したくても経済的な理由で退職できない当局者（警察官、軍隊、治安部隊）を支援することを申し出た。 CEOは最新の出来事をもとに辞任を計画していた。ミカドはビデオを公開し、全面的な支援を得るために彼に直接連絡を取ることを求めた。
ISSoft社のCEOであるAlexander Shneersonは、「ベラルーシの社会は、IT産業に多くの投資をしてきました。私たちはベラルーシの人々の一員であり、IT専門家が平和的抗議活動で苦しんでいる人々を支援する時が来たと信じています。 」と表明した。
2020年8月19日、EUは平和的移行を支援する5300万ユーロのパッケージの一部として、国家による暴力の被害者を支援するために200万ユーロ、独立メディアを支援するために100万ユーロを約束した。
ベラルーシ労働組合連盟のミハイル・オルダ議長は、暴力のすべてのケースを詳細かつ客観的な方法で調査するよう法律家に求め、労働組合はすべての被害者に法的支援を提供する意思があると付け加えた。

## シンボル

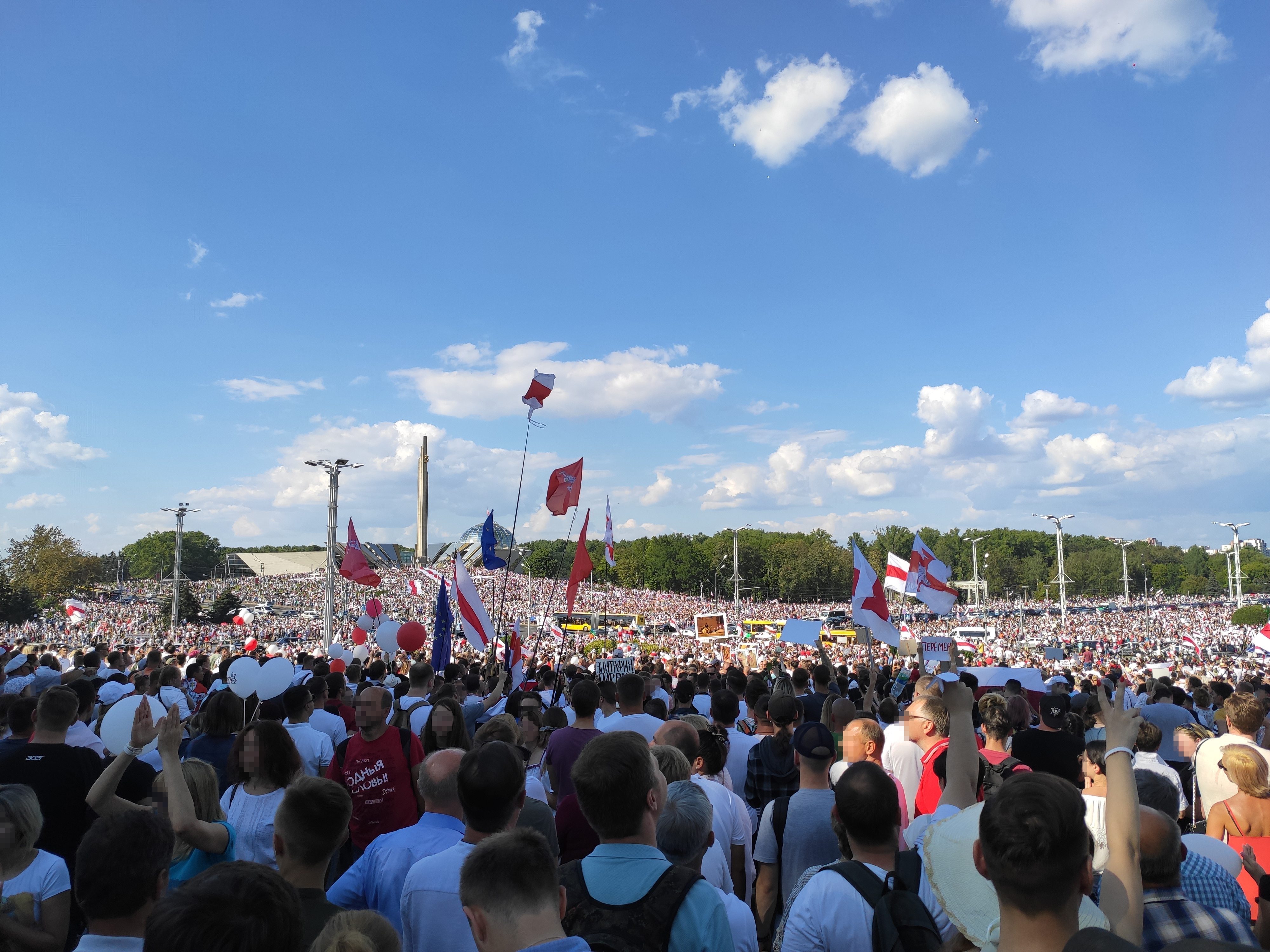
ルカシェンコ政権に対する抗議集会で、欧州旗と白・赤・白の旗を振る抗議参加者ミンスク - 2020年8月16日

ソ連崩壊後の1991年から1995年の間に新生ベラルーシの共和国の公式の旗として用いられた白・赤・白の国旗は、ルカシェンコ政権に抵抗する民主化勢力に使われたことで、民主化運動の象徴となった。この旗は事実上ベラルーシ当局によって掲揚・掲示が禁止されており、抗議集会などで掲げた場合には警察によって没収されることが多い。また、そうした背景から、ルカシェンコ政権に対して表立って抗議する人々の象徴ともなった。その他のデモのシンボルとしては、パホニア（白語：Пагоня, Pahonia）と呼ばれる歴史的な国章や、短命に終わったベラルーシ人民共和国の国歌、「ヴァジャツキ行進曲」（Vajacki marš）、第一次世界大戦後に書かれた歌「パホニア」（歌詞はマクシム・バグダノビッチの詩が基、作詞Mikola Kulikovich）などがある。スローガンでは、ベラルーシ万歳！(Жыве Беларусь! ラテン文字表記:Žyvie Biełaruś!)が抗議者によって唱えられることが多い。 一方で、稀ではあるものの現行のベラルーシ国旗が反ルカシェンコの抗議参加者によって掲げられることもある。さらに、ごくまれなものでは、欧州旗が用いられたケースもみられる。
アレクサンドル・ルカシェンコ支持者のデモにおいては、ベラルーシの国旗が例外なく用いられている。また、まれにロシアの国旗や対ナチス勝利の旗、ソビエト連邦の国旗、聖ゲオルギー・リボンがルカシェンコ支持者によって掲げられている。

現行のベラルーシの国旗
過去用いられていたベラルーシの国旗
ベラルーシの国章、パホニア
旧国旗に国章パホニアを載せたバージョン
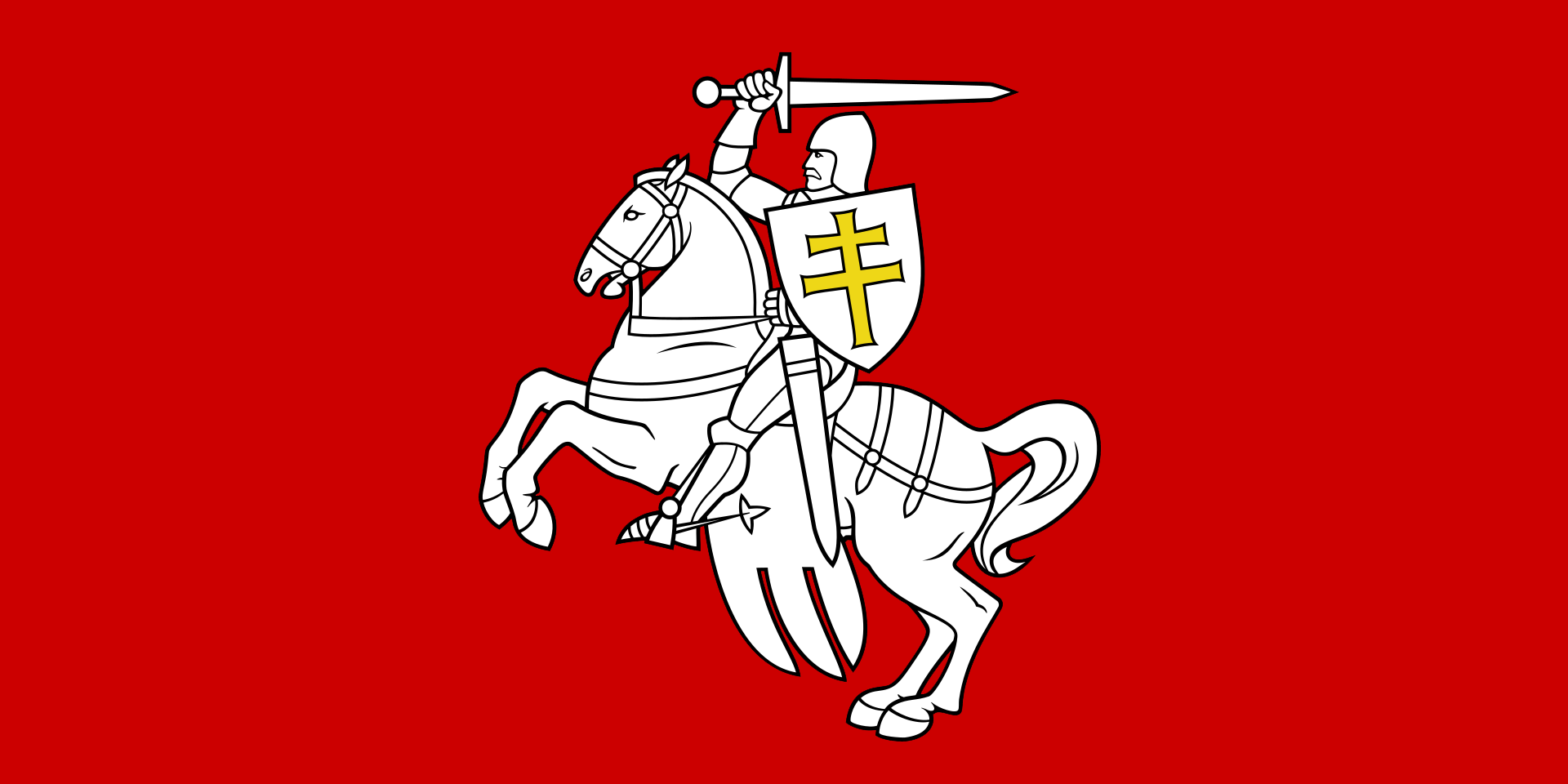
パホニアの紋章が入った旗

## 国外の反応

2020年ベラルーシ大統領選挙に対する各国の反応
ベラルーシ
祝電を送った国
選挙結果を認めなかった国
紛争拡大への批判を表明した国
特になし

詳細は2020年-2021年ベラルーシ反政府デモに対する国外の反応を参照

### ヨーロッパ・北米
アメリカ国務省は2020年9月23日に、ベラルーシの大統領選挙を不正であると表明した。
2020年9月29日、イギリスとカナダの両政府はベラルーシでの大統領選挙の結果を認めないとし、制裁を科したことを発表した。
EUは10月1日にブリュッセルで開催された首脳会議を通じて、ベラルーシに制裁を科すこと決定した。当初、ルカシェンコへの制裁は対象外であったが、12日にはルカシェンコ本人も制裁対象に加えられた。
2021年5月23日の反体制派メディアの共同創設者の拘束についてEUは「国家ぐるみのハイジャックである」と非難した上で、EU・ベラルーシ間の航空輸送を断絶するなどの新たな制裁を科したことを表明した。またこの記者拘束を受け、2021年のユーロビジョンへの参加を禁止した。
さらに東京オリンピック中における選手の亡命などを受け、米英加によってベラルーシ五輪委員会などを対象に追加の制裁を課すことを表明した。
11月8日のポーランド国境への移民問題を受け、フォンデアライエン欧州委員長は「移民の政治利用は絶対に許せない」と非難した。

### ロシア
ロシア政府は2020年8月10日に電話会談を行い、ルカシェンコの大統領当選の祝電を行なった。
2021年5月の記者拘束に対して、ロシアのマリア・ザハロワ報道官は「欧米側は騒ぎすぎである。」と見解を表明した。
ロシアでは、11月8日の移民問題を受けて欧米の制裁拡大を「問題提起は恥だ」として非難した。

### 日本
日本の外務省はベラルーシ国内の平和活動家の多数拘束に懸念し、ベラルーシ当局に対して事態に真摯に向き合うよう強く求めた。

## 関連文献
- アリス・ボータ（英語版） 著、岩井智子, 岩井方男 訳『女たちのベラルーシ 革命、勇気、自由の希求』春秋社、2023年。（原書 Bota, Alice (2021), Die Frauen von Belarus: Wie ein Aufstand die Welt verändert）